# Dolichopeza albogeniculata
Dolichopeza albogeniculata är en tvåvingeart som beskrevs av Alexander 1921. Dolichopeza albogeniculata ingår i släktet Dolichopeza och familjen storharkrankar.
Artens utbredningsområde är Uganda. Inga underarter finns listade i Catalogue of Life.